# NOISY Lab.
『NOISY Lab.』（ノイジー・ラボ）は、ZAQの1枚目のオリジナルアルバム。2014年4月16日にランティスから発売された。
同日にランティスからiTunes Storeとアニメロミックス限定で発売された配信限定アルバム『Parallel of Crescentic Lab.』（パラレル・オブ・クレセンティック・ラボ）についても合わせて記述する。

## 背景
アルバム自体はデビュー当時から構想していたという。
アルバムのタイトルに「ノイズ」を入れたのはプロデューサーが提案したノイズが、自身の性格を反映しているように感じたためで、これを基に「overture-Crescentic Lab. noiZ track-」やリード曲を制作したという。

## リリース
販売形態は、初回限定盤（LACA-35378）と通常盤（LACA-15378）の2種リリースで、初回限定盤には「feel the noiZ」のPVと「Play the ray」のメイキングを収録したDVDが同梱されている。
同日にiTunes Storeとアニメロミックスにて発売された『Parallel of Crescentic Lab.』はこれまでのシングルのカップリング等が収録されている（いわゆるB面集）。こちらは後述の「三日月研究所」の平行世界という設定。

## 収録内容
全作詞・作曲・編曲 - ZAQ

### CD
1. overture-Crescentic Lab. noiZ track- [0:43]
自身の作曲時の設定である「三日月研究所」での作業[注 1]を表現するためサイレンの音色を取り入れた怪しげな曲に仕上げたという。なおZAQは制作に際し研究員の仕事内容が分からなかったためディズニー映画を見たことも明かしている[3]。
2. feel the noiZ [4:17]
ライブでの盛り上がりを想定したピコピコ調のリード曲[5]。制作は思うように進まなかったため自身のブログのコメントやYouTubeの動画を自身の作風に焼き直した上で制作された[3]。
3. Sparkling Daydream [4:09]
1stシングル。テレビアニメ『中二病でも恋がしたい！』オープニングテーマ。
4. VOICE [4:20]
ストリングスアレンジ：虹音
5thシングル。テレビアニメ『中二病でも恋がしたい!戀』オープニングテーマ。
5. hypnotize [3:19]
「feel the noiZ」制作後新しい曲が思い浮かばなかったため、プロデューサーから貰った「hypnotize」と「ループする曲」が良いとの助言を受け制作された[5]。
6. 激情論 [4:16]
3rdシングル。テレビアニメ『ハイスクールD×D NEW 停止教室のヴァンパイア』オープニングテーマ。
7. ない [4:33]
相川七瀬を彷彿とさせるかっこいい曲で、楽器に関しては全て生で取られた。当初はアヴリル・ラヴィーンを意識していたが「ONE WAY ROAD!!」も彼女の作風を踏襲しているため現行のものに落ち着いた。なおレコーディングではツンデレっぽく歌ったという[5]。
8. 自由という理由 [3:35]
テレビアニメ『直球表題ロボットアニメ』エンディングテーマ。
梶浦由記や菅野よう子を意識した民族調の曲で、ZAQの友人が語ったロボットアニメの印象を歌詞にしたという。そして2番は本編の感想を、3番はスタッフから貰った設定資料と結末を基に制作された。なお即興感にこだわったため2番以降はTVサイズが流された後行われた[3]。
9. Play the ray [4:02]
デビュー前に行っていたラップをライブで披露した際好評だったことから制作された[5]。
10. Alteration [3:56]
2ndシングル。テレビアニメ『ささみさん@がんばらない』オープニングテーマ。
11. エキストラレボリューション [3:55]
4thシングル。テレビアニメ『勇者になれなかった俺はしぶしぶ就職を決意しました。』オープニングテーマ。
12. ONE WAY ROAD!! [4:00]
2ndシングルのカップリング。アヴリル・ラヴィーンを意識したライブ感のある曲で[5]、ライブで「Sparkling Daydream」を披露した際観客にライブを意識した曲をリクエストされたことが制作のきっかけであるという[3]。
13. long for you [5:09]
ラップと生楽器を取り入れたロック調の曲で、10曲完成した時点でバラードが入っていなかったこととJAM Projectのライブに感銘を受けたため制作された[5]。

### DVD（初回限定盤のみ）
1. feel the noiZ (Music Clip)
2. WORK OF 「Play the ray」

### Parallel of Crescentic Lab.
1. INSIDE IDENTITY [4:22]
1stシングルのカップリング。
2. 漆黒に躍る弧濁覇王節 [3:25]
ショートアニメ『中二病でも恋がしたい! Lite』エンディングテーマ。
3. PunIshment thIs worLd-VOICE-Episode.Φ [3:38]
5thシングルのカップリング。「Van!shment Th!s World」の歌詞違い。
4. 深淵に舞う戦慄謝肉祭 [3:54]
ショートアニメ『中二病でも恋がしたい!戀 Lite』エンディングテーマ。
5. Shout to the top [3:33]
3rdシングルのカップリング。
6. モノクロームモンスター [3:33]
1stシングルのカップリング。
7. ナミダノート [4:10]
4thシングルのカップリング。
8. LATE STARTER→ [4:14]
5thシングルのカップリング。
9. 独夜論 -hitoyagoto- [4:49]
3rdシングルのカップリング。
10. キャンディレイン [4:22]
4thシングルのカップリング。
11. Alteration -feel- [4:03]
2ndシングルのカップリング。「ONE WAY ROAD!!」は『NOISY Lab.』に収録。
12. 君へ [3:06]
ショートアニメ『中二病でも恋がしたい! Lite』オープニングテーマ。

## チャート
| チャート（2014年）                                 | 最高位 |
| -------------------------------------------------- | ------ |
| オリコン週間                                       | 8      |
| オリコン月間                                       | 41     |
| Billboard JAPAN Top Albums                         | 9      |
| Billboard JAPAN Top Independent Albums and Singles | 5      |